# 海田町
海田町（かいたちょう）は、広島県の町。安芸郡に属している。

## 概要
広島県の南西部、広島湾の東側に位置している。広島県の23市町の中で2番目に面積が小さい市町村である。しかし広島市、呉市、東広島市の間にあり交通の結節点になっている。
町内には、陸上自衛隊第13旅団司令部や多くのマツダ関連工場などがある。
この地域に人々が住み始めたのは約1万年前のこととされ、海岸線は現在よりも内陸部にあった。「かいた」の地名が初めて記録に出るのは平安時代の終わりごろで、「開田荘」と呼ばれる皇室領系の荘園でがあり、この荘園は南北朝時代に「海田荘」となった。
中世には商業の中心地は瀬野川の日下橋付近にあり、「二日市」と呼ばれ市場や港の機能をもつ戦略上重要な拠点でもあった。
近世に入ると瀬野川の土砂の堆積や海の干拓、埋め立てで陸地化が進み、商業の中心地は二日市よりも河口に近い「海田市」に移った。海田市は広島藩の蔵入り地（直轄地）で西国街道の宿駅の一つとして整備された。
江戸時代には海田村と奥海田村があったが、1889年（明治22年）に海田村は町制をしいて海田市町となった。村制のままだった奥海田村も1952年（昭和27年）に町制をしいて東海田町となった。
1956年（昭和31年）に海田町が誕生した当時は、人口が約11,000人であった。しかし、広島市のベッドタウンとして開発が進んだことで人口が急増し、昭和40年代前半には20,000人を突破し、1981年（昭和56年）には30,000人を突破した。
その後は、1996年（平成8年）に30,000人を割り込んだものの、1998年（平成10年）に30,000人を回復。2003年（平成15年）4月に30,000人を割り込んでからは28,000 - 29,000人台で推移していた が、2022年（令和4年）12月に30,000人に再び回復。ただし、住民基本台帳人口は、2018年（平成30年）11月・12月および2019年（令和元年）6月以降は30,000人台を維持している。
広島県では、同じ安芸郡の府中町に次いで人口の多い町である。また、竹原、大竹、安芸高田、江田島の各市よりも人口が多い。
一方で、面積は広島県の市区町村で府中町に次いで小さく、総面積は13.79km2、可住地面積は僅か7.19km2である。

## 地理

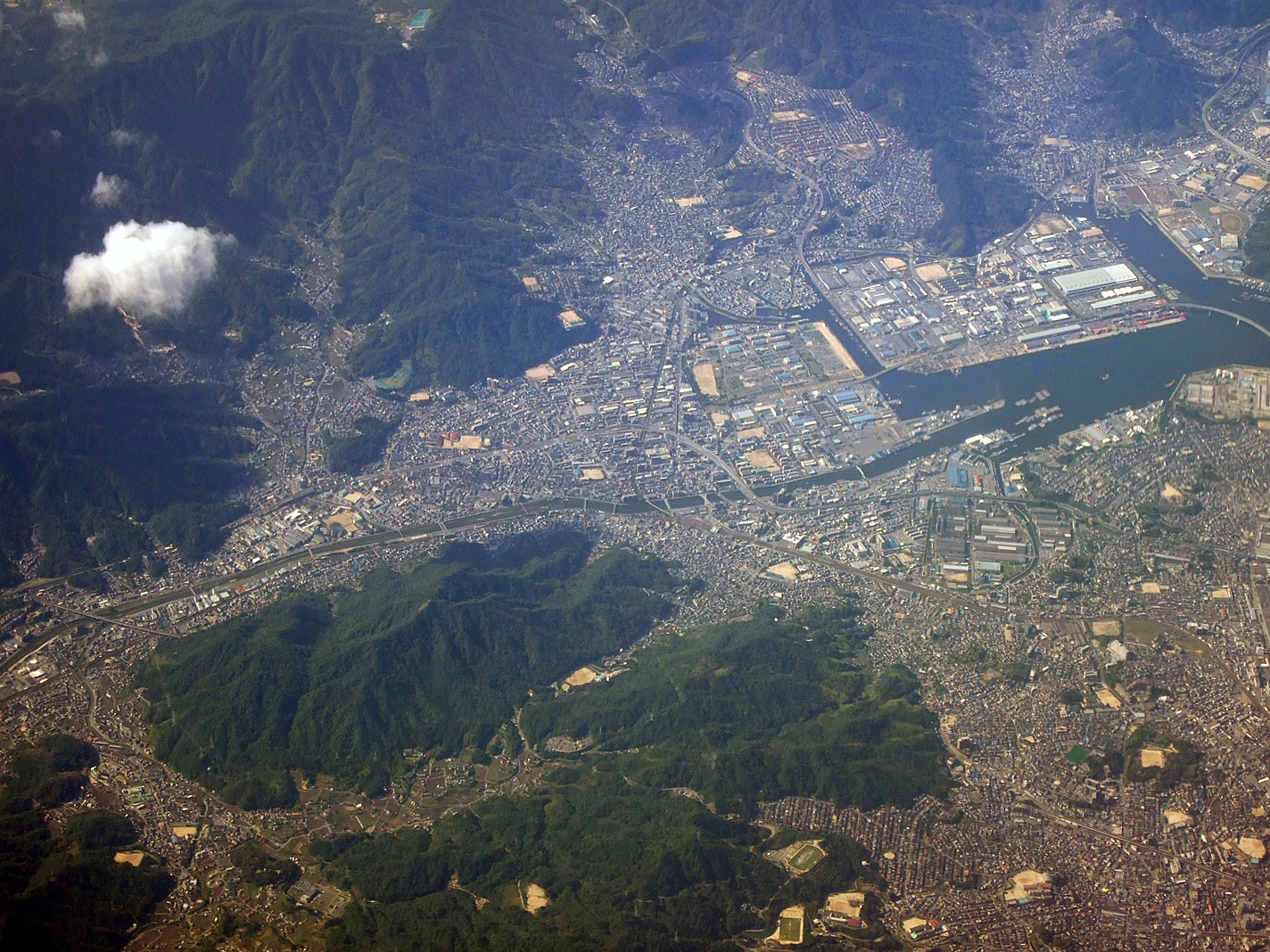
海田町（中程から左上）と近隣の町（右下が安芸郡府中町、右上が安芸郡坂町、その他が広島市安芸区及び南区）

町の南西部には洞所山（どうところやま）、城山（じょうやま）、金ケ燈籠山（かながどうろうやま）など標高500～600m前後の山が連なり、北西方向に向かって尾根や丘陵地が広がっている。北側の広島市との境界付近には日浦山を中心とした山々がある。その間を瀬野川が流れており、支流の唐谷川や三迫川沿いも含めて平坦地や緩傾斜地になっている。
町の地形は旧・海田市町と旧・東海田町で大きく異なる。旧海田市町は瀬野川の河口にあり平地が多いのに対し、旧東海田町は瀬野方面へと続く山地の中にあり、平地は瀬野川沿いのみである。
- 河川：瀬野川、花都川、尾崎川、三迫川、唐谷川、畑賀川
- トンネル：山陽新幹線府中トンネル、山陽新幹線安芸トンネル
- 主な橋梁：西明神橋、海田新橋、明神橋、ひまわり大橋、九十九橋、中店橋、上市橋、日下橋、石原橋、畝橋、国信橋、山陽新幹線瀬野川橋梁

### 隣接している自治体・行政区
広島県
- 広島市（安芸区）
- 安芸郡
  - 熊野町
  - 坂町

## 歴史
- 1871年（明治4年）12月20日 - 郵便取扱所ができて郵便事務を開始する[7]。
- 1873年（明治6年）
  - 7月 - 瀬野川の瀬替え、開墾を申請。
  - 11月 - 船越村との間に広がる干潟を干拓して鴻治新田40町歩が完成。後に船越村と行政界を争う裁判を起こすが1889年に敗れる。
- 1877年（明治10年）3月10日 - 広島警察署（大区内を管轄）が発足。海田市に分署を置く[8]。
- 1889年（明治22年）4月1日 - 町村制の施行により、安芸郡海田市町および奥海田村を設置する。
- 1891年（明治24年）
  - 4月17日 - 海田市、奥海田で暴風雨の被害[9]。
  - 6月10日 - 山陽鉄道糸崎駅 - 広島駅間が開通。
- 1901年（明治34年） - 安芸貯蓄銀行が海田市支店を開業。1916年に破綻するが、1907年に完成した店舗（建物）は残された。
- 1893年（明治26年）10月17日 - 安芸郡内で水害。海田市にも大きな被害。
- 1894年（明治27年）4月17日 - 海田市町で大火。下古川床より出火して258戸が焼失[10]。
- 1903年（明治36年）12月27日 - 呉線開通式、海田市駅 - 広島駅間の山陽鉄道複線化工事が完成[11]。
- 1905年（明治38年）
  - 6月2日 - 能見付近を震源とする地震により安芸郡に被害。
  - 6月 - 奥海田村、中野村で水害が発生。甚大な被害。
- 1907年（明治40年）7月15日 - 安芸郡全域に大水害。奥海田村に甚大な被害。
- 1908年（明治41年）11月8日 - 芸陽銀行設立。
- 1918年（大正7年）8月14日 - 米騒動が海田市に波及。不穏な状況となる[12]。
- 1923年（大正12年）7月11日 - 安芸郡で水害。海田市、坂、矢野で甚大な被害[13]。
- 1924年（大正13年）10月15日 - 秋祭りが暴動に発展（頂戴事件）。
- 1926年（大正15年）7月7日 - 県下で大水害。海田市では下市橋、奥海田では市頭橋などが流失。海田市から矢野にかけた大新開約60町歩が泥海と化す。大水害は同年9月11日にも発生。
- 1936年（昭和11年） - 陸軍が海田市の耕地15万坪、海面（8万坪）を買収[14]。
- 1939年（昭和14年）8月29日 - 奥海田で山火事が発生。40町歩が焼失。
- 1944年（昭和19年）9月 - 水害のため海田市に大きな被害。
- 1945年（昭和20年）10月6日 - 終戦に伴いアメリカ軍第6軍第10軍団第41師団のうち3500人が海田市へ進駐。1946年2月からはアメリカ軍に代りイギリス軍が進駐[15]。
- 1950年（昭和25年）
  - 1月 - 旧軍用地の一部返還が決定。以後、軍用地跡地へ企業誘致などが活発になる[16]。
  - 5月11日 - 奥海田に設置されていた旧軍用上水道施設を海田市と奥海田で共同利用することが決定。
  - 10月14日 - 旧軍用地内に警察予備隊が設置。海田市訓練所の入隊式が行われる。
- 1952年（昭和27年）6月1日 - 奥海田村が改称・町制施行して東海田町となる。
- 1955年（昭和30年）8月25日 - 海田市の旧軍用地が完全に日本へ返還。後に岩手缶詰、広島ガス、宇部興産、西日本高圧ガス、広島鋳物工業、徳島ハムなどが進出。
- 1956年（昭和31年）9月30日 - 海田市町および東海田町が合併し、海田町が発足。
- 2023年（令和5年）9月19日 - 町役場移転、新庁舎開庁[1]。

## 行政

### 町長
- 町長：竹野内啓佑（2023年11月16日就任[17]、1期目）
- 副町長：山崎真紀[18]（2023年4月1日[19] - 、任期4年間[20]）前・広島県健康福祉局総括官[19]
- 教育長：森山真文[21]（2024年4月1日 - ）

### 町役場移転

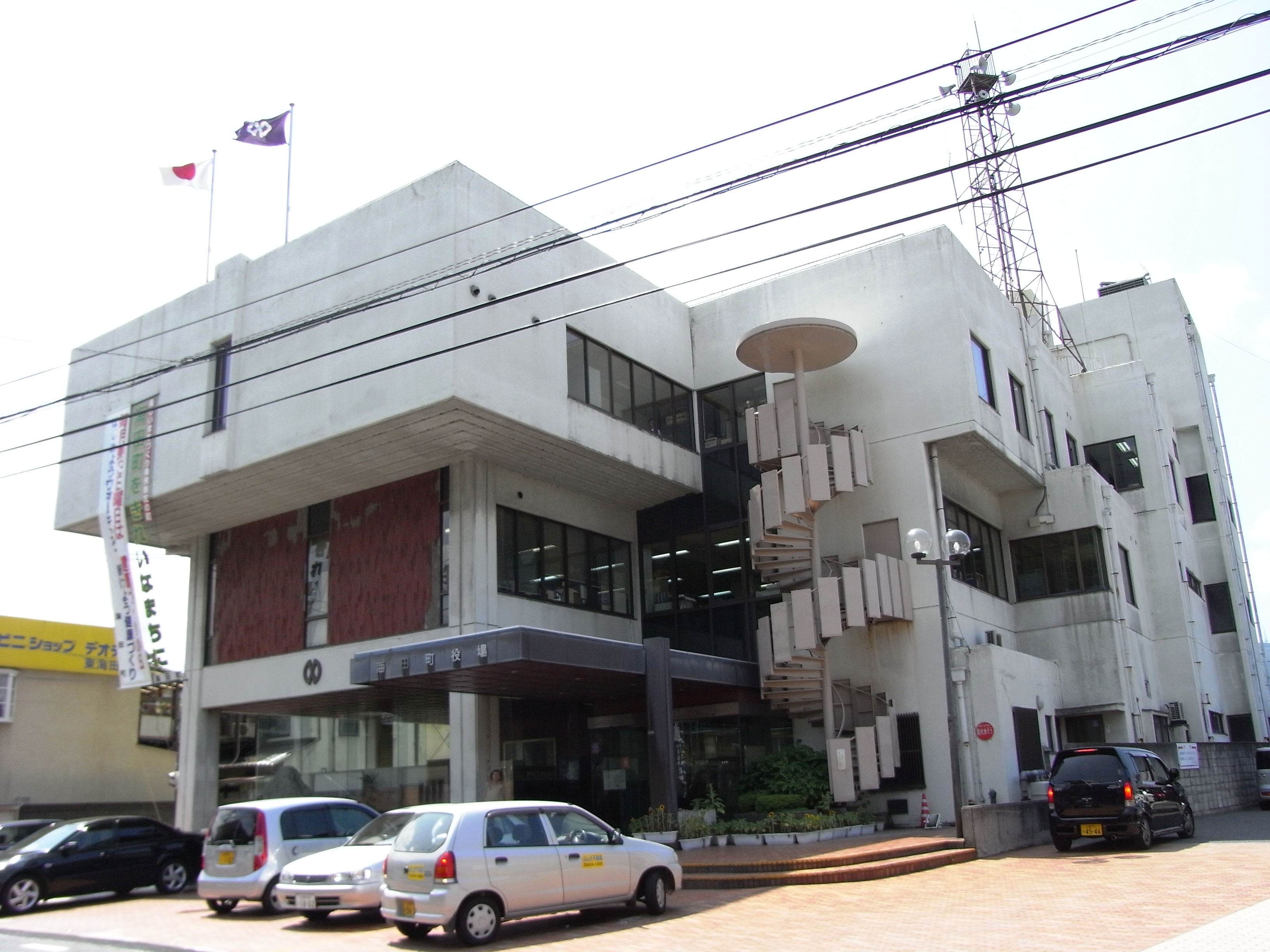
旧海田町役場

町役場移転のため、1998年（平成10年）5月に庁舎建替準備会が設置された。町役場のすぐ南側を隣接してJR西日本山陽本線が走っているが、広島県とJRの間でこの周辺の区間の「広島市東部地区連続立体交差事業及び関連街路事業」が進められ、海田町役場本庁舎が移転対象建築物とされたためである。
当初は、2012年度末までの移転が計画されていたが、移転先を決める作業が難航。財政難を理由に2013年8月には事業の中止が決定したが、2015年になって再度高架化と町役場移転先の論議が始まった。
移転候補地としては、
1. 現在の町役場付近に移転する案。
2. JR海田市駅南口にある千葉倉庫を撤去し、移転する案。
3. 幸町の海田中学校横にある旧町営プール跡地に移転する案。
4. 南昭和町の旧広島県海田庁舎跡地に移転する案。

の4案が出されていた。移転に掛かる費用は、1案が15億4000万円程度、2案が19億1000万円程度、3案が18億5000万円程度と概算された。
当初町議会議員の多くが3案を支持し、無作為の町民アンケートでも過半数には届かなかった（43.3%）ものの、3案の中では最多の支持を集めた。その後町議会は3案から支持を乗り換え、4案での移転を求める決議を採択したが、山岡寬次・前町長は否定的であった。
2015年11月に投開票が行われた町長選挙で、合同庁舎跡地への移転を推進する元町議の西田祐三が、4選を目指した山岡寬次を下し初当選を決めた。そして2018年3月、町議会で旧広島県海田庁舎跡地に新庁舎を移転する決議案を可決した。なお、新庁舎整備基本計画における新庁舎建設の概算事業費は、約35.4億円～約39.7億円の間としている。
海田町役場新庁舎は2023年（令和5年）9月19日に利用開始。新庁舎には旧庁舎、加藤会館（教育委員会）、保健センターの機能が集約される。

## 地方公共団体間の連携
2014年に広島市は総務省から「新たな広域連携モデル構築事業」に選定され、翌年にこれは連携中枢都市圏として法律上の裏付けのある制度となった。これに基づき広島市は、海田町をはじめとする周辺の市町と相次いで「連携中枢都市圏形成に係る連携協約」を締結、2022年4月現在で13市15町が参加する「広島広域都市圏」 として、行政上の様々な分野で広島市との連携は進んでいる。

## 議会

### 海田町議会
- 定数：16人
- 任期：2025年4月1日 - 2029年3月31日
- 議長：桑原公治[28]（2021年4月6日 - ）（無所属）※再任
- 副議長：小田久美子（公明）（2025年4月4日 - ）

### 広島県議会
- 選挙区：安芸郡選挙区
- 定数：3人
- 任期：2019年4月30日 - 2023年4月29日
- 投票日：2019年4月7日
- 当日有権者数：95,879人
- 投票率：32.96％

| 候補者名   | 当落 | 年齢 | 所属党派   | 新旧別 | 得票数   | 備考                |
| ---------- | ---- | ---- | ---------- | ------ | -------- | ------------------- |
| 伊藤真由美 | 当   | 55   | 自由民主党 | 現     | 11,901票 |                     |
| 高田稔     | 当   | 57   | 無所属     | 新     | 10,371票 |                     |
| 平本徹     | 当   | 53   | 自由民主党 | 現     | 7,264票  | 2022年3月15日に辞職 |
| 樽谷昌年   | 落   | 67   | 無所属     | 新     | 1,525票  |                     |

### 衆議院
- 選挙区：広島4区（広島市（安芸区）、三原市（旧大和町域）、東広島市の一部、安芸郡）
- 任期：2021年10月31日 - 2025年10月30日
- 当日有権者数：309,781人
- 投票率：53.18％

| 当落 | 候補者名 | 年齢 | 所属党派     | 新旧別 | 得票数   | 重複 |
| ---- | -------- | ---- | ------------ | ------ | -------- | ---- |
| 当   | 新谷正義 | 46   | 自由民主党   | 前     | 78,253票 | ○    |
|      | 上野寛治 | 39   | 立憲民主党   | 新     | 33,681票 | ○    |
| 比当 | 空本誠喜 | 57   | 日本維新の会 | 元     | 28,966票 | ○    |
|      | 中川俊直 | 51   | 無所属       | 元     | 21,112票 |      |

## 官公庁

### 国の機関
- 国税庁広島国税局海田税務署 - 現参議院議員（前衆議院議員・元財務省官僚）の片山さつきは、西日本の税務署では初となる女性の署長である。参議院選挙時には、ポスターに「広島にご縁のある片山さつき」の文字が躍っていた。
- 国土交通省中国地方整備局広島国道事務所広島維持出張所
- 防衛省陸上自衛隊海田市駐屯地
  - 防衛省陸上自衛隊中部方面隊第13旅団司令部

### 県の機関
- 広島県海田警察署…海田町の他、安芸郡坂町、安芸郡熊野町、広島市安芸区全域を管轄する。
- 広島県海田庁舎（旧呉・賀茂教育事務所） - 2011年11月に呉市西中央1丁目の県呉庁舎へ移転した。これに伴い広島県海田庁舎に入居する県機関がなくなり、無人の建物と化している。2015年11月に初当選した町長が選挙戦で役場の移転候補として推進。

### 消防機関
- 広島市安芸消防署 - 2007年（平成19年）4月1日に広島市消防局に移管された。それ以前は海田町の他、安芸郡坂町、安芸郡熊野町、広島市安芸区全域を管轄する海田地区消防組合消防本部の本部・本署であった。

### 町の施設
- 海田公民館
- 海田東公民館（旧東海田町役場跡に建設）
- 海田町福祉センター
- 海田町立図書館 - 安芸郡では最初に開設された町立図書館
- 海田町立児童館
- ふるさと館
- ひまわりプラザ
- 海田町民センター・海田東児童館

## 産業
2002年（平成14年）の農業産出額は7000万円、年間商品販売額は563億円、製造品出荷額等は1085億円である。

### 工場
- 自動車関連工場

マツダ関連の工場が数多く立地。東洋シート、ヨシワ工業、ワイテック、黒石鉄工、キーレックスが本社を構える。南米系の外国人（日系人）や中国人労働者も多数働いている。
- その他工場
  - 中四国宇部コンクリート工業海田工場（中国地方で一番古い生コン工場）
  - 広島ガス海田基地
  - 広島LPG物流センター
  - 明治乳業広島工場…2016年に工場閉鎖
  - マルヒガシ海苔
  - 広島海苔
  - にしき堂海田工場（もみじ饅頭の製餡工場、日の浦山からの湧き水を使う）

### 金融機関
- 銀行・信用金庫・信用組合
  - 広島銀行海田支店・海田東支店
  - もみじ銀行海田支店・海田東出張所
  - 広島信用金庫海田支店・海田東出張所
  - 呉信用金庫海田支店：以前は海田市駅前に出店していたが、撤退。再度ひまわり通り沿いに開業した。
  - 広島県信用組合海田支店
  - 広島市信用組合海田支店
  - 信用組合広島商銀海田支店
  - 安芸農業協同組合海田支店・東海田支店
- 郵便局
  - 海田郵便局
  - 海田大正町郵便局
  - 海田三迫郵便局
  - 海田中店郵便局
  - 東海田郵便局

### 商業施設
- ショッピングセンター
  - イオン海田店　1982年（昭和57年）3月1日開業、ニチイ海田店→海田サティ→イオン海田店を経て、2018年（平成30年）2月28日閉店。
- ショッピングモール
  - ハピアス海田　2014年（平成26年）、ユーシン海田工場の跡地に開業。スーパーマーケット「エブリイ」、100円ショップ: 「ザ・ダイソー」、イトウゴフク、ぐりぐり屋などが出店。
- スーパーマーケット
  - ユアーズ東海田店
  - 万惣海田店(旧マルシェー海田店建て替え)
  - エブリイ海田店
  - フジ海田店
  - 業務用食品スーパー海田店
  - ハローズ海田市駅前店
  - マックスバリュ海田店（旧イオン海田店跡地）
- 大型電気店
  - エディオン海田店　かつては安芸区役所西隣にあった。広島市安芸区内であったが、海田店を名乗っていた。　ダイイチ→デオデオ海田店から現在に業態転換して至る。
- 大型書店
  - フタバ図書TSUTAYA海田店　場所はマックスバリュ海田店の横。
  - BOOK OFF海田店　広島県内1号店。
- ホームセンター
  - DCM海田店（ディック海田店として広島県内1号店として開店後、改称）。
- ドラッグストア
  - ウォンツ海田栄町店
  - ひまわり海田東店
  - レディ薬局海田店
  - ココカラファイン海田市駅前店
- 家具・インテリア
  - ニトリ海田店
- 子供用品
  - 西松屋海田店
- 自動車教習所
  - 海田自動車学校
- 葬祭場
  - 平安祭典 安芸会館（ユウベルグループ）
  - JA安芸海田セレモ館
- 宿泊施設
  - ビジネスホテルみやぢ - 自衛隊前にあり、自衛隊関係者やその家族の利用も多い。
  - 海田中央ホテル
  - 海田シティホテルは、海田市駅近くにあるが、所在地は広島市安芸区である。また、以前は「海田温泉」と言う名の実際の温泉は出ない宿泊施設もあったが、倒産して、現在地にはマンションが建設されている。

### 特産品
かつてはブドウが特産品で、「海田ぶどう」というブランド名もあったが、現在は特産品は無い。
牡蠣が特産品とされることがあるが、海田町の出荷業者は1件を数えるのみで、ほとんどは瀬野川を挟んだ対岸の広島市安芸区船越地区からの出荷である。
2005年（平成17年）、社団法人 海田町シルバー人材センターが、「ひまわり煎餅」、「海田おこし」、「海田名所煎餅」の販売を開始した。主に、町内のイベントなどで販売されている。詳細は、『広報かいた』（平成17年12月号5ページ） 参照。

## 地域

### 人口
| |                                        |  |
| 海田町と全国の年齢別人口分布（2005年） | 海田町の年齢・男女別人口分布（2005年） |  |
| ■紫色 ― 海田町 ■緑色 ― 日本全国 | ■青色 ― 男性 ■赤色 ― 女性              |  |
| 海田町（に相当する地域）の人口の推移 \| 1970年（昭和45年） \| 24,651人 \| \| \| 1975年（昭和50年） \| 28,755人 \| \| \| 1980年（昭和55年） \| 29,934人 \| \| \| 1985年（昭和60年） \| 30,633人 \| \| \| 1990年（平成2年） \| 30,744人 \| \| \| 1995年（平成7年） \| 30,047人 \| \| \| 2000年（平成12年） \| 30,042人 \| \| \| 2005年（平成17年） \| 29,137人 \| \| \| 2010年（平成22年） \| 28,475人 \| \| \| 2015年（平成27年） \| 28,667人 \| \| \| 2020年（令和2年） \| 29,636人 \| \| |                                        |  |
| 総務省統計局 国勢調査より |                                        |  |
| 1970年（昭和45年） | 24,651人                               |  |
| 1975年（昭和50年） | 28,755人                               |  |
| 1980年（昭和55年） | 29,934人                               |  |
| 1985年（昭和60年） | 30,633人                               |  |
| 1990年（平成2年） | 30,744人                               |  |
| 1995年（平成7年） | 30,047人                               |  |
| 2000年（平成12年） | 30,042人                               |  |
| 2005年（平成17年） | 29,137人                               |  |
| 2010年（平成22年） | 28,475人                               |  |
| 2015年（平成27年） | 28,667人                               |  |
| 2020年（令和2年） | 29,636人                               |  |

### 教育

#### 保育園・保育所
- 海田町立つくも保育所
- 小さくら保育所
- 明光保育園
- 龍洞保育園
- 海田保育園（海田幼稚園併設）
- さいわい保育園
- みどりのなぁーさりぃ

#### 幼稚園
- 海田幼稚園（海田保育園併設）
- 東海田幼稚園
- 海田みどり幼稚園

#### 認定こども園
- こうわ認定こども園海田
- みどりのもりこどもえん
- こうわ認定こども園海田第二

#### 小学校
- 海田町立海田小学校
- 海田町立海田東小学校
- 海田町立海田西小学校
- 海田町立海田南小学校

#### 中学校
- 海田町立海田中学校
- 海田町立海田西中学校
- 広島国際学院中学校

#### 高等学校
- 広島県立海田高等学校
- 広島国際学院高等学校

#### 専門学校
- 中川学園広島福祉専門学校（東京福祉大学との提携・単位互換制度あり）
- 中川学園広島生活福祉専門学校

## 交通
広島都市圏東部地域の交通の要衝となっている。国道2号線と国道31号線、県道164号線が交差する大正交差点が有名で、毎日のラッシュ時は1 - 2kmに及ぶ渋滞が起きるところでもある。
東広島バイパス・新広島バイパス・広島南道路に接しており、近隣には広島熊野道路・広島呉道路・広島高速道路があるため周辺自治体へのアクセスが良い。

### 鉄道路線
- 西日本旅客鉄道（JR西日本）：海田市駅
  - 山陽本線：（西条・安芸中野方面） - 海田市駅 - （向洋・広島方面）
  - 呉線：（呉・矢野方面） - 海田市駅 - （広島方面へ直通）

海田市駅は広島市に所在する駅ではないが、西隣の向洋駅（安芸郡府中町）と共に、広島市の特定都区市内駅に含む措置がとられている。
海田市から広島方面へは1時間あたり片道7本以上（山陽本線と呉線）の列車が運行されている。海田市駅から広島駅への所要時間は約7分（快速安芸路ライナー）。
山陽本線では、東隣の安芸中野駅との中間にある畝地区に新駅の構想があるが、進展していない。
山陽新幹線が町内を通るが、町内の通過区域のほとんどがトンネル（安芸トンネル・府中トンネル）であり、駅はない。

### バス路線
芸陽バス が以下の路線を運行している。
- 40：（広島バスセンター・広島駅方面） - 海田 - 海田市駅入口 - 海田大正町 - 海田小学校前 - さいわい保育所 / 三迫二丁目 / 国信橋・（中野東七丁目・瀬野駅方面）
- 41 東雲線：（広島バスセンター・東雲） - 海田大正町 - 海田小学校前 - 日の浦橋 - 日下橋 - 御鷹野橋 - 畝橋 - 国信橋 - 井出橋 - （中野東七丁目・瀬野駅・宮の前方面）
- 6-1 安芸南線：海田市駅 - 海田大正町 - 南海田 - 自衛隊前 - （矢野大井・済生会広島病院・フジグラン安芸方面）
- 6-2 安芸南線：海田市駅 - 海田警察署前 - 広島ガス - 日本フード前 - 海田新開 - （済生会広島病院 - フジグラン安芸 - 矢野大井） - 自衛隊前 - 南海田 - 海田大正町 - 海田市駅
- 6-3 畑賀線：海田市駅 - 海田市駅北口 - 砂走橋 - （奥畑）
- 6-5 畑賀線：海田市駅 - 海田大正町 - 海田小学校前 - 国信橋 - 砂走橋 - （奥畑）

広電バス は以下の路線バスを運行している。
- 40：（広島バスセンター・広島駅方面） - 海田 - 海田市駅入口 - 海田大正町 - 南海田 - 自衛隊前 - （矢野出張所・熊野町方面）
- 3：南海田 - 自衛隊前 - （矢野駅前・矢野ニュータウン・熊野町方面）

海田町町内循環コミュニティバス「ふれあいバス」 が運行されている。
- 循環南ルート（右回り/左回り）
- 循環北ルート（右回り/左回り）

2003年3月末まではJRバス中国も運行されていた。

### 道路
町内に高速道路は設けられていない。

#### 一般国道
- 国道2号 - 大正交差点以西の区間はバイパス（新広島バイパスの略）と呼ばれる場合がある。
  - 東広島バイパス・新広島バイパス：（西条バイパス・瀬野西IC・中野IC方面） - 海田東IC - 海田西IC - 海田ランプ - （広島市安芸区船越南・南区方面）
- 国道31号：海田町大正交差点 - 安芸区矢野 - 坂町 - 呉市
- 広島南道路

#### その他道路
- 広島県道84号東海田広島線：海田町国信（国道2号） - 安芸区畑賀 - （甲越峠） - 府中町方面
- 広島県道85号下瀬野海田線：海田町国信（国道2号） - 安芸区畑賀 - （水越峠） - 安芸区瀬野町方面
- 広島県道151号府中海田線
- 広島県道164号広島海田線 - 中国駅伝のコースであった。
- 広島県道197号海田市停車場線
- 広島県道274号瀬野船越線 - 安芸山陽道と呼ばれる。
- 広島県道276号矢野海田線：安芸区矢野新町 - 海田町
- 西国街道（山陽道）
- 串掛林道 - 海田町と隣町の熊野町を結ぶ林道。

## 観光・祭事

### 名所・旧跡
- 千葉家書院・庭園
- 西国街道海田市宿の街並み
- 大師寺 (広島県海田町) - 海田のお大師さん

#### 廃線跡
戦前、海田市駅から陸軍被服支廠海田市倉庫（現在の自衛隊）へ延びる引き込み線があった。海田市駅南口から分岐し、鉄橋（現在はひまわり大橋に架け替え）で瀬野川を渡り、南大正町交差点で国道2号と交差し、海田西小学校を通り、自衛隊へと続いていた。海田市駅南口が出来る前は、瀬野川手前まで軌道が残っていたが、今は道路となっている。尾崎川に斜めに架かる小さな橋が唯一の遺構である。

### 観光スポット
- 海田総合公園
- 町営キャンプ場
- ふるさと館
- 中国自然歩道 絵下山・茶臼山ルート

### 祭事
- 熊野神社夏越祭
- 熊野神社秋季例大祭
- かいた七夕さん
- 海田市駐屯地夏祭り

## 出身有名人
- 織田幹雄（陸上選手、アムステルダムオリンピック金メダリスト）
- 秦逸三（科学者、帝人創業者）
- 大井滋（実業家、JX金属社長）
- 後原富（元プロ野球選手・広島県瀬戸内高等学校硬式野球部監督）
- 大下剛史（野球解説者、元広島東洋カーププロ野球選手・コーチ）
- 三村敏之（元広島東洋カープ選手・一軍監督・二軍監督・コーチ、東北楽天ゴールデンイーグルスチーム統括本部編成部部長）
- 原大輝（元オリックス・バファローズ育成選手）
- 斉藤寿朗（NHKアナウンサー）
- うえむらちか（女優）
- 大松しんじ（ローカルタレント）
- 国光かよこ（ローカルタレント）
- カン・タガミ（元アメリカ陸軍少佐、ダグラス・マッカーサーの個人通訳）

## サービス等
- 郵便番号は、以下の通りとなっている。
  - 海田郵便局：736-00xx、736-85xx、736-86xx、736-87xx
- 市外局番は広島市や府中町などと同じ082。市内局番は主に82X（Xは任意の数字）が使われている。

## 過去

### 合併問題（頓挫）

#### 昭和年間
1939年（昭和14年）、1月、6月にかけて船越町との合併話が浮上するも破談する。
1953年（昭和28年）、安芸地方事務所が安芸郡の町村合併計画を発表し、翌年以降、安芸郡九か町村合併協議会が設置され、開催される。1955年には瀬野町、熊野町も参画するが、当年度中に合併協議会はいったん解消される。1956年、瀬野川流域の合併話が浮上すると海田市も参加。同年8月26日に合併の賛否を問う住民投票が行われて賛成が多数を占めるも、直後に流域合併の話が破談して分裂。最終的に海田市と東海田との合併が進められ、同年9月30日に両町の合併が行われた。

#### 平成年間
広島市との合併話が出たが、二転三転して合併問題は膠着した。
一時は、広島市と2003年（平成15年）に合併の調印を行ったが、その後、反対意見の強まりにより、2004年（平成16年）8月22日に住民投票が行われ、合併は白紙撤回になった。
そもそも町内には、中国地方を管轄する陸上自衛隊第13旅団司令部や、多くのマツダ関連企業の工場が立地していることから、基地交付金や法人市民税・固定資産税等の収入で町財政は安定しており、合併に否定的な意見が多いとされている。同じ安芸郡の府中町にもマツダ本社があり、かつて麒麟麦酒広島工場からの巨額な法人市民税・固定資産税が入っていたために、広島市との合併を拒否してきたという似通った事情がある。
また、当町の上水道は、主に町内を流れる瀬野川からの取水と、山陽新幹線のトンネルを掘削した際に掘り当てた湧き水を、町内の2箇所の浄水場で浄水し、給水する自主水道でほぼ全町域使用分を賄っているが、広島市との合併に当たっては、この自主水道を廃止して、広島市や府中町同様、太田川の水を浄水した水の給水を受けることも条件の一つとして上がっており、その結果として、他の市町並みの水道料金の高騰化が懸念されたことも、合併拒否の理由とされている（海田町水道局の水道管は海田町内にしか流れていないので、維持管理費が安く、水道料金は近隣市町と比較して安価であると言われている。合併論議の際に町民に配布された比較データとしては、一般家庭で同じ水量を使用した場合、約1.7倍の水道料金になると試算されていた）。